# Ломоносовська печера
Ломоносовська (рос. Ломоносовская) — печера в Архангельській області, на Біломорсько-Кулойському плато європейської півночі Росії. Карстова печера горизонтального типу простягання. Загальна протяжність — 3120 м. Глибина печери становить 19 м. Категорія складності проходження ходів печери — 2Б.